# Pośrednia Garajowa Turnia
Pośrednia Garajowa Turnia (niem. Mittlerer Garai-Turm, słow. Prostredná Garajova veža, węg. Középső-Garai-torony) – jedna z wielu turni w Grani Hrubego w słowackiej części Tatr Wysokich. Od Zadniej Garajowej Turni oddzielona jest ona siodłem Zadniej Garajowej Ławki, a od Skrajnej Garajowej Turni oddziela ją siodło Pośredniej Garajowej Ławki. Na południowy zachód, na Niżnią Garajową Rówień w Niewcyrce, opada z turni skalisto-trawiasta w górnej części i porośnięta kosodrzewiną, niezbyt stroma grzęda. Ma ona deniwelację około 600 m i podobną szerokość u podstawy. Na północ (Dolina Hlińska) z turni opada stroma ściana, dołem zwężająca się i zamieniająca w grzędę. Jej ograniczenie boczne tworzą dwie depresje opadające z Zadniej i Pośredniej Garajowej Ławki. Łączą się one z sobą około 200 m poniżej szczytu turni i tworzą żleb opadający do Garajowej Zatoki na dnie Doliny Hlińskiej.
Jest to środkowa z trzech Garajowych Turni – pozostałymi są Zadnia Garajowa Turnia i Skrajna Garajowa Turnia. Ich nazwy pochodzą od niedalekiej Dolinki Garajowej, a tej z kolei, jak i wielu innych obiektów w tym rejonie Tatr, od nazwiska niejakiego Garaja, wspólnika Juraja Jánošíka. Utworzył je Witold Henryk Paryski w 8. tomie przewodnika wspinaczkowego.

## Taternictwo
Pierwszego wejścia na wierzchołek Pośredniej Garajowej Turni dokonano 4 sierpnia 1906 r., a autorami jego byli Józef Bajer, Stanisław Konarski i Ignacy Król. Wejścia tego dokonali podczas przechodzenia Grani Hrubego na odcinku od Teriańskiej Przełęczy Niżniej do Garajowej Strażnicy.
Turnia nie jest dostępna żadnymi znakowanymi szlakami turystycznymi. Dozwolone jest taternikom przejście granią i wspinaczka od strony Doliny Hlińskiej. Niewcyrka jest obszarem ochrony ścisłej TANAP-u z zakazem wstępu.
Drogi wspinaczkowe
1. Z Niewcyrki, południowo-zachodnią grzędą; 0+, kilka miejsc II w skali tatrzańskiej, czas przejścia z Wyżniej Garajowej Równi 1 godz. 30 min
2. Z Doliny Hlińskiej drogą Mączki; IV, 4 godz.[4]

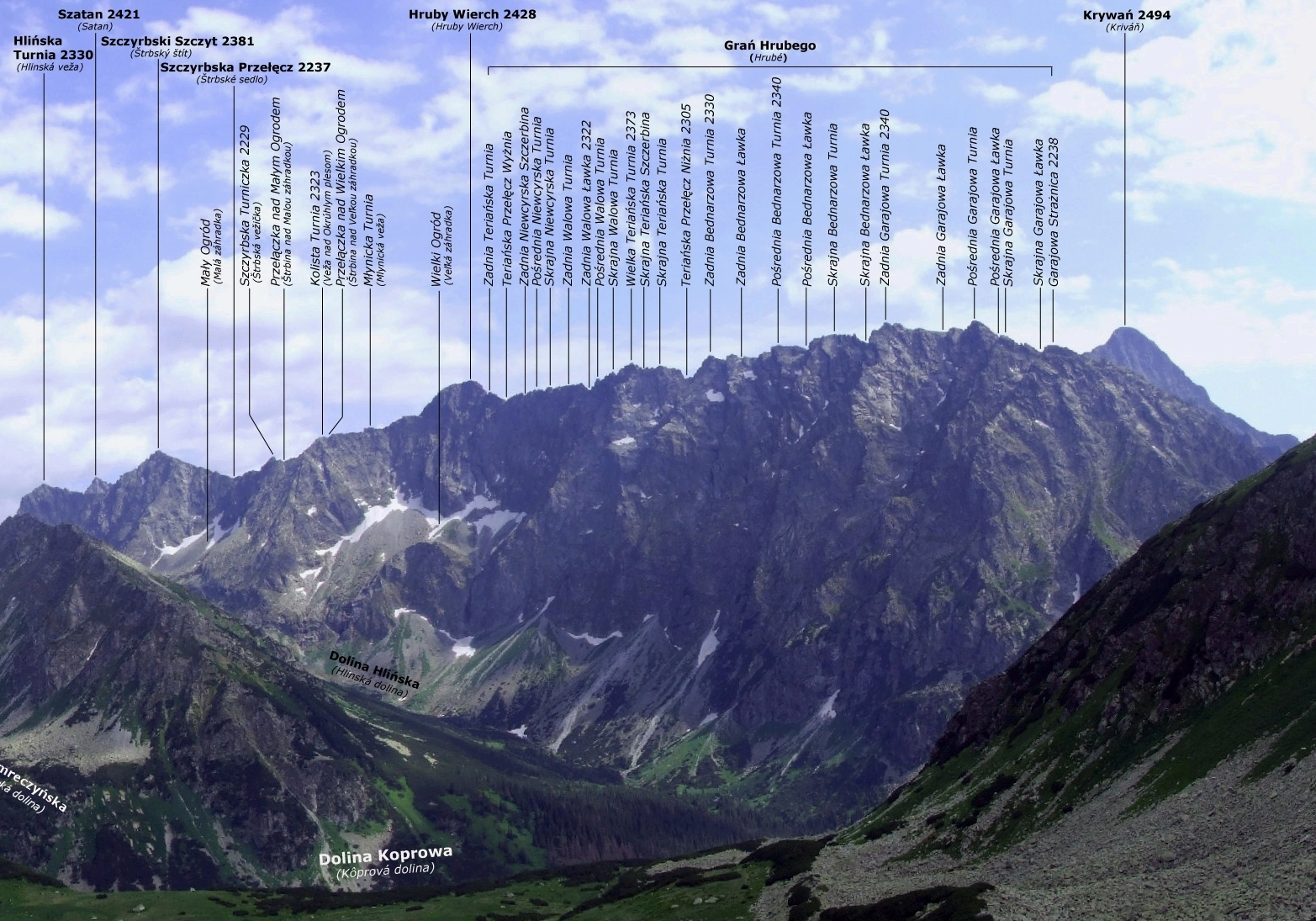
Widok z Zaworów
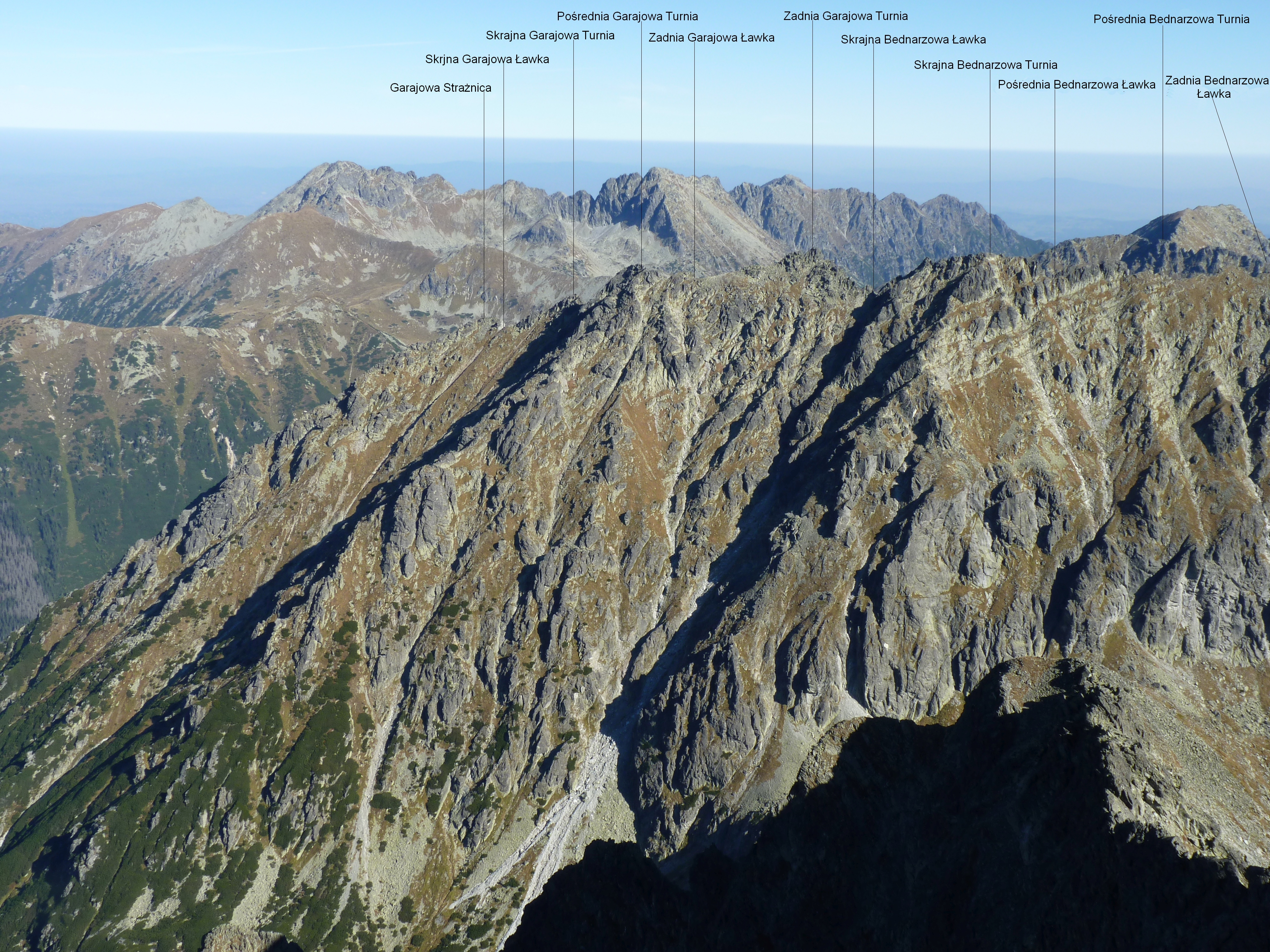
Widok z Krywania